# Amerostenus theope
Amerostenus theope är en stekelart som först beskrevs av Walker 1839.  Amerostenus theope ingår i släktet Amerostenus och familjen puppglanssteklar. Inga underarter finns listade i Catalogue of Life.